# BBC 마이크로

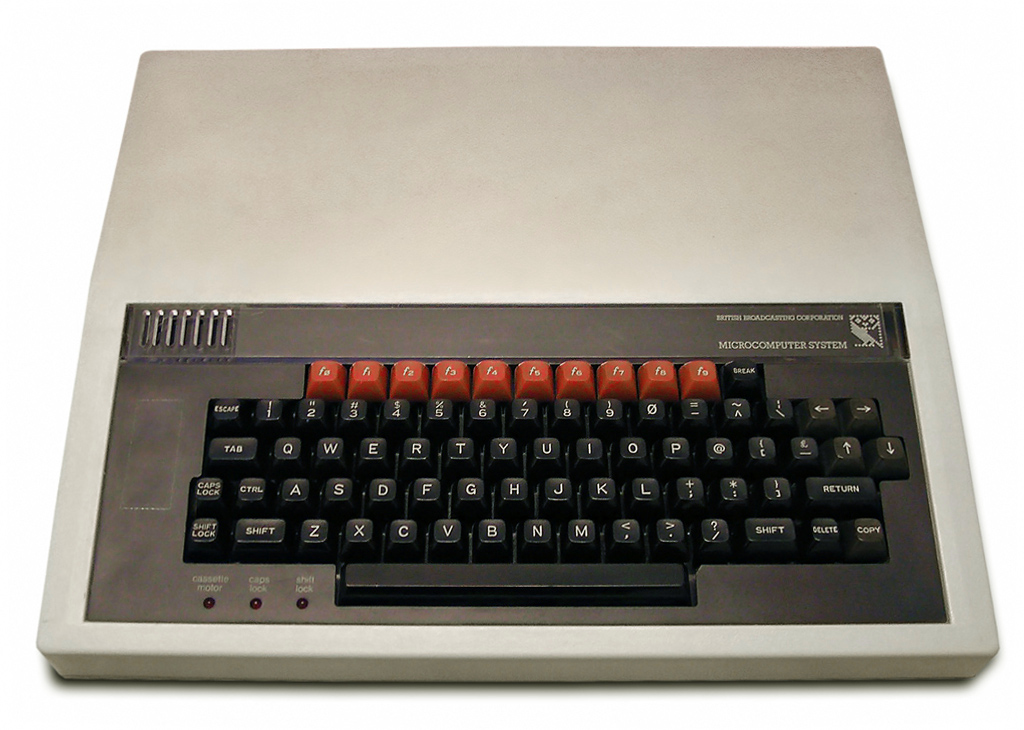
BBC 마이크로 모델 A/B (표준 구성)

BBC 마이크로(BBC Micro, British Broadcasting Corporation Microcomputer System)는 영국방송공사가 운영하는 BBC 컴퓨터 리터러시 프로젝트(BBC Computer Literacy Project)를 위해 1980년대에 아콘 컴퓨터가 설계하고 개발한 마이크로컴퓨터 시리즈 및 관련 주변기기이다. 교육에 초점을 두고 설계된 이 제품은 견고함, 확장성, 운영 체제의 좋은 품질로 유명했다. 기계 사용을 학습하는 Chris Serle 주연의 1982년 텔레비전 시리즈 더 컴퓨터 프로그램(The Computer Programme)은 BBC Two를 통해 방영되었으며 그곳에서 이 컴퓨터가 등장했다.
컴퓨터를 TV 프로그램과 문학과 동반하는 리터러시 프로젝트의 입찰 이후 아톰 컴퓨터의 뒤를 잇는 프로톤(Proton) 계약을 성사시켰다. 이 시스템의 이름은 BBC 마이크로로 이름이 변경되었고, 이 이름은 영국 대부분의 학교에 채택되었으며 아콘의 운명을 바꾸어놓았다. 영국에서 비용은 비싼 편이었으나 가정용 컴퓨터로 성공을 거두기도 했다. 또, 아콘은 이 머신을 ARM 아키텍처 시뮬레이트 및 개발을 위해 사용하였으며 수년 뒤 태블릿, 휴대 전화를 포함한임베디드 시스템에 상당한 성공을 거두었다. 2013년 기준으로 ARM은 가장 흔히 사용되는 32비트 명령어 집합이었다.
9개의 모델이 BBC 브랜드로 생산되었으나 "BBC 마이크로"라는 문구는 보통 처음 6개 모델(Model A, B, B+64, B+128, Master 128, Master Compact)에 한정되어 사용되는 것이 보통이며, 아콘 일렉트론은 제외된다. 차기 BBC 모델들은 아콘 아르키메데스 시리즈의 일부로 간주된다.

## 같이 보기
- 라즈베리 파이